# Pinanga minuta
Pinanga minuta là loài thực vật có hoa thuộc họ Arecaceae. Loài này được Furtado miêu tả khoa học đầu tiên năm 1934.